# Aaron Finch
Aaron James Finch (* 17. November 1986 in Colac, Australien) ist ein australischer Cricketspieler, der zwischen 2011 und 2022 für die australische Nationalmannschaft spielte und langjähriger Kapitän des australischen ODI- und Twenty20-Teams war.

## Kindheit und Ausbildung
Finch wuchs in Colac auf und erlernte dort das Cricket beim Colac West Cricket Club. Bei der ICC U19-Cricket-Weltmeisterschaft 2006 war er Vize-Kapitän des australischen Teams. Im Jahr 2007 gab er gegen Indien für Victoria spielend sein First-Class-Debüt.

## Aktive Karriere

### Anfänge in der Nationalmannschaft
Sein Debüt in der Nationalmannschaft gab er im Twenty20-Cricket bei der Tour gegen England im Januar 2011. In seinem zweiten Spiel konnte er sein erstes internationales Half-Century über 53* Runs erreichen, wofür er als Spieler des Spiels ausgezeichnet wurde. In der Fogle spielte er zunächst nur vereinzelte Spiele für die Nationalmannschaft. Auf der Tour gegen Sri Lanka im Januar 2013 absolvierte er auch sein erstes ODI. Im August 2013 konnte er bei der Tour in England im ersten Twenty20 sein erstes Century erreichen, als ihm 156 Runs aus 63 Bällen gelangen. Kurz darauf konnte er in Schottland sein erstes ODI-Century erreichen, als ihm 148 Runs aus 114 Bällen gelangen. Nachdem er zum Beginn der Saison 2013/14 in Indien zwei Fifties (72 und 50 Runs) in der ODI-Serie und ein weiteres in der Twenty20-Serie (89 Runs) erreicht hatte, konnte er im Januar gegen England zwei Centuries (121 Runs aus 128 Bällen und 108 Runs aus 111 Bällen) erzielen. Beim ICC World Twenty20 2014 gelangen ihm gegen Pakistan (65 Runs) und Bangladesch (71 Runs) zwei Half-Centuries, jedoch schied das Team schon in der Vorrunde aus.
Bei einem Drei-Nationen-Turnier in Simbabwe zum Ende des Sommers 2014 konnte er zunächst gegen den Gastgeber ein Half-Century (67 Runs) und danach gegen Südafrika ein Century über 102 Runs aus 116 Bällen und ein weiteres Fifty (54 Runs) erzielen. Kurz darauf wurde er zum Kapitän des Twenty20-Teams ernannt. Im November kam Südafrika nach Australien und Finch konnte im dritten ODI ein Century über 109 Runs aus 127 Bällen und im fünften ODI ein Fifty über 76 Runs erreichen. Beim Cricket World Cup 2015 begann er mit einem Century über 135 Runs aus 128 Bällen gegen England und wurde als Spieler des Spiels ausgezeichnet. Im Halbfinale gelangen ihm ein Fifty über 81 Runs, womit er den Einzug ins Finale einleitete. Dort schied er ohne Run gegen Neuseeland aus, doch konnte sein Team dennoch den Weltmeistertitel für sich entscheiden.

### Verlust der Kapitänsrolle und Wiedererlangung
Bei der Tour gegen Indien im Januar 2016 erzielte er ein Half-Century über 71 Runs und ein Century über 107 Runs aus 107 Bällen in den ODIs. Kurz vor der Weltmeisterschaft wurde er seiner Kapitänsrolle enthoben und such Steve Smith ersetzt. Dies führte dazu, dass er kaum bei der ICC World Twenty20 2016 zum Einsatz kam. Von den beiden Spielen, in denen er spielte, konnte er vor allem gegen Indien mit 43 Runs überzeugen, was jedoch nicht zum Sieg und damit zum Halbfinaleinzug ausreichte. Sein nächstes Century erreichte er im September 2017 in Indien, als ihm 124 Runs aus 125 Bällen gelangen. Im Januar 2018 bei der Tour gegen England konnte er zwei weitere Centuries (107 Runs aus 119 Bällen und 106 Runs aus 114 Bällen) und ein Half-Century (62 Runs) erzielen, jedoch verlor Australien alle drei Spiele. Im Sommer 2018 gelang ihm ein weiteres Century über 100 Runs aus 106 Bällen beim vierten ODI in England, bevor er bei einem Drei-Nationen-Turnier in Simbabwe ein Twenty20-Century über 172 Runs aus 76 Bällen erreichte.
Im Oktober 2018 bestritt er auf der Tour gegen Pakistan sein Test-Debüt und konnte dabei ein Half-Century über 62 Runs erreichen. Auch wurde er zum ODI-Kapitän der Nationalmannschaft ernannt und war so in dieser Rolle fortan für beide White-Ball-Teams zuständig. Auf der Tour gegen Indien bestritt er noch einmal drei Tests und konnte dabei ein Fifty über 50 Runs erreichen. Zum Ende der Saison 2018/19 konnte er bei der Tour gegen Pakistan zwei Centuries (116 Runs aus 135 Bällen und 153* Runs aus 143 Bällen) und ein Fifty (90 Runs) erzielen. Im Sommer führte er das Team zum Cricket World Cup 2019. Im ersten Spiel gegen Afghanistan gelang ihm ein Half-Century über 66 Runs. Im weiteren Verlauf des Turniers gelang ihm dann gegen Pakistan ein Half-Century (82 Runs) und gegen Sri Lanka ein Century über 153 Runs aus 132 Bällen, wofür er als Spieler des Spiels ausgezeichnet wurde. Auch gegen Bangladesch konnte er ein Half-Century über 53 Runs erreichen, bevor er gegen England ein weiteres Century über 100 Runs aus 116 Bällen erreichte und wieder ausgezeichnet wurde. Jedoch schied der im Halbfinale gegen England mit einem Duck aus und Australien verlor das Spiel.

### Rückzug vom internationalen Cricket
Im Januar erreichte er beim ersten ODI in Indien ein Century über 110* Runs aus 114 Bällen. Ein weiteres gelang ihm über 114 Runs aus 124 Bällen als Indien im November 2020 nach Australien kam. Beim ICC Men’s T20 World Cup 2021 waren seine beste Leistung 44 Runs gegen England, als er das Team zum Gewinn des Titels führte. Nachdem er zum Ende der Saison erreichte er in Pakistan ein Fifty über 55 Runs im Twenty20. Der folgende Sommer verlief dann nicht gut für ihn. Zwar erzielte er in Sri Lanka jeweils ein Fifty in den ODIs (62 Runs) und Twenty20s (61* Runs), aber zahlreiche frühe Wicketverluste in den ODIs führten dazu, dass er unter Druck geriet und im September während der Tour gegen Neuseeland sich vom ODI-Cricket zurückzog. Er verblieb an der Spitze des Twenty20-Teams und konnte im Oktober gegen die West Indies ein Fifty über 58 Runs erreichen, wofür er als Spieler des Spiels ausgezeichnet wurde. Beim ICC Men’s T20 World Cup 2022 gelang ihm lediglich beim letzten Spiel gegen Irland mit einem Fifty über 63 Runs zu überzeugen, wofür er ebenfalls ausgezeichnet wurde. Jedoch schied man in der Zwischenrunde aus, woraufhin er im Februar 2023 vom internationalen Cricket zurücktrat.

## Nach der aktiven Karriere
Finch betätoigte sich nach seinem Rücktritt vom internationalen Cricket als Cricket-Kommentator.